# Muchajjam az-Zarka
Muchajjam az-Zarka (arab. ‏مخيم الزرقاء‎)  – obóz uchodźców palestyńskich w Jordanii, położony na przedmieściach az-Zarki.
Został założony w 1949 roku i jest jednym z czterech pierwszych obozów dla uchodźców palestyńskich objętych opieką przez UNRWA na terenie Jordanii. Pozostałe to Muchajjam Dżabal al-Husajn, Muchajjam al-Wehdat i Muchajjam az-Zarka.
W 2023 roku znajdowało się w nim 21 109 osób.